# Roland Nilsson
Nils Lennart Roland Nilsson (Helsingborg, 27 novembre 1963) è un allenatore di calcio ed ex calciatore svedese, di ruolo difensore.

## Carriera

### Giocatore

#### Club
All'età di 17 anni ha debuttato in prima squadra nell'Helsingborg, il principale club della sua città natale, affermandosi come uno dei giovani più promettenti del panorama svedese.
Dopo due stagioni in cui si è messo in luce all'Helsingborg, nel 1983 è stato acquistato dai campioni di Svezia in carica dell'IFK Göteborg. In biancoblu ha trascorso perlopiù in panchina le prime due stagioni (concluse con la vittoria del titolo nazionale in entrambi i casi), ma a partire dal campionato 1985 si è ritagliato il proprio spazio da titolare. Il 16 aprile 1986, nella semifinale di ritorno della Coppa dei Campioni 1985-1986 al Camp Nou contro il Barcellona, Nilsson si è fatto parare il rigore che avrebbe fatto avanzare gli svedesi in finale. L'anno seguente, tuttavia, ha contribuito alla conquista della Coppa UEFA 1986-1987. Nel 1987 la squadra è tornata a vincere anche il campionato svedese. In totale la sua permanenza all'IFK Göteborg da giocatore è durata sette stagioni, durante le quali ha messo complessivamente a referto in partite ufficiali 272 presenze e 17 reti.
Nel dicembre del 1989, Nilsson è stato ceduto dall'IFK Göteborg agli inglesi dello Sheffield Wednesday per una cifra di 375.000 sterline dell'epoca. La squadra militava in First Division, che all'epoca era la denominazione del massimo campionato nazionale. Nonostante la sua prima metà stagione a Sheffield si sia conclusa con una retrocessione, Nilsson è rimasto in rosa e ha aiutato la sua formazione a raggiungere un immediato ritorno nella massima serie. Ha partecipato alla conquista della Coppa di Lega 1990-1991. Nel 1992, tra l'ultima partita stagionale disputata con il club inglese (2 maggio) e l'inizio degli Europei di quell'anno (10 giugno), Nilsson ha chiesto e ottenuto di poter giocare per un brevissimo periodo con l'Helsingborg al fine di perfezionare la propria condizione fisica in vista della manifestazione continentale. Rientrato in Inghilterra, nel 1992-1993 insieme alla squadra ha raggiunto la finale sia della Coppa di Lega che della FA Cup. Nel gennaio del 1994, Nilsson ha espresso nostalgia di casa e ha chiesto di essere ceduto a un club svedese, ma l'allenatore Trevor Francis lo ha convinto a rimanere fino a fine stagione. Nei quattro anni e mezzo allo Sheffield Wednesday è stato apprezzato dal pubblico al punto che, nel 2007, un sondaggio del sito Vital Football lo ha eletto miglior terzino destro della storia del club.
Durante l'estate del 1994 è così tornato all'Helsingborg, con cui ha trascorso le tre annate successive. Durante questo periodo, la squadra ha chiuso al 2º posto nell'Allsvenskan 1995, ma a livello personale Nilsson ha vinto il Guldbollen del 1996 ovvero il premio di miglior giocatore svedese dell'anno.
Nell'estate del 1997, l'Helsingborg ha accettato l'offerta di 200.000 sterline da parte del Coventry City, formazione inglese che aveva all'interno della dirigenza lo stesso Ron Atkinson che era stato suo tecnico ai tempi dello Sheffield Wednesday. Con la maglia degli "Sky Blues" ha disputato due Premier League.
La sua ultima parentesi da calciatore era stata inizialmente quella del nuovo ritorno all'Helsingborg avvenuto nel 1999. Al termine di quel campionato, il club è tornato a vincere un titolo nazionale che mancava da 58 anni. Nilsson si è poi ritirato dal calcio giocato nell'autunno del 2000, dopo aver disputato la fase a gironi della UEFA Champions League 2000-2001 a cui gli svedesi hanno partecipato grazie alla qualificazione ai danni dell'Inter nei turni preliminari.
Mentre allenava il Coventry City, tuttavia, nel corso della First Division 2001-2002 ha giocato 9 partite da allenatore-giocatore.
Anche qualche anno dopo, tra il 2004 e il 2006, in situazioni di emergenza è occasionalmente sceso in campo con il GAIS, altra formazione da lui stesso allenata in quel periodo.

#### Nazionale
Tra il 1986 ed il 2000 è stato nel giro della Nazionale svedese, della quale è il secondo giocatore più presente di sempre con le sue 113 presenze (davanti a lui solo il portiere Thomas Ravelli con 143 gare).
Ha fatto parte della spedizione svedese a Euro 1992, alle Olimpiadi di Barcellona '92, a USA '94 (dove gli scandinavi raggiunsero il 3º posto) ed infine ad Euro 2000.

### Allenatore
La sua carriera da tecnico è iniziata nel settembre del 2001, quando è stato chiamato alla guida della sua ex squadra del Coventry City per sostituire il dimissionario Gordon Strachan, già suo ex allenatore, il quale aveva vinto solo una delle prime cinque partite di campionato. Inizialmente Nilsson era solo un traghettatore, ma il ruolino di cinque vittorie, due pareggi e una sconfitta ha indotto la società a mantenerlo a titolo definitivo. Nell'aprile del 2002 è stato però esonerato con la squadra piazzata all'11º posto in classifica.
Dopo un periodo in cui è stato insegnante di lingua inglese e di educazione fisica presso una scuola di Helsingborg, il 27 ottobre 2003 è stato nominato per le successive tre stagioni nuovo capo allenatore del GAIS, una delle squadre della città di Göteborg. Al termine del campionato 2005, la sua squadra ha conquistato la promozione nella massima serie battendo il Landskrona BoIS in un doppio spareggio. Nel 2006 e nel 2007 ha condotto i neroverdi alla salvezza, poi l'11 ottobre 2007 è stato annunciato che dalla stagione successiva Nilsson avrebbe allenato il Malmö FF, squadra che lo ha di fatto acquistato visto che il tecnico aveva ancora un anno di contratto con il GAIS.
Nei suoi primi due campionati da allenatore del Malmö, gli azzurri hanno chiuso rispettivamente al 6º e al 7º posto, ma nel 2010 è arrivato il titolo nazionale.
Il 1º aprile 2011, il club danese del Copenaghen ha annunciato che Nilsson avrebbe assunto la carica di capo allenatore con un contratto triennale. Anche in questo caso egli aveva un contratto in essere con la squadra che stava allenando, il Malmö, quindi il Copenaghen ha dovuto corrispondere un buyout. Tuttavia, il successivo 9 gennaio 2012 è stato ufficialmente esonerato a causa di alcuni disaccordi con la dirigenza, nonostante la squadra fosse in cima alla classifica del campionato danese.
Nell'estate del 2012 è entrato nello staff tecnico del GAIS, tornando dopo la precedente esperienza da capo allenatore.
Il 27 gennaio 2014 è stato nominato nuovo CT della Nazionale svedese Under-16/17. L'11 aprile 2017 è stato invece reso noto che Nilsson avrebbe sarebbe stato il successore di Håkan Ericson alla guida della Nazionale Under-21 una volta terminati gli Europei 2017 di categoria.
Nilsson ha mantenuto l'incarico di allenatore dell'Under-21 fino al settembre del 2020, quando è stato chiamato dalla dirigenza dell'IFK Göteborg con il ruolo di capo allenatore al posto dell'esonerato Poya Asbaghi, nel tentativo di risollevare una situazione di classifica deficitaria che vedeva i biancoblu quartultimi dopo 19 giornate, a soli due punti dalla zona retrocessione diretta. Sul finire della stagione, la squadra ha ottenuto la salvezza con una giornata d'anticipo. Nilsson è stato però esonerato durante la pausa estiva dell'Allsvenskan 2021, quando la squadra stazionava al decimo posto dopo aver ottenuto una vittoria, sei pareggi e una sconfitta nelle prime otto giornate.

## Palmarès

### Calciatore

#### Competizioni nazionali
- Campionato svedese: 4

IFK Göteborg: 1983, 1984, 1987
Helsingborg: 1999
- Coppa di Lega inglese: 1

Sheffield Wednesday: 1990-1991

#### Competizioni internazionali
- Coppa UEFA: 1

IFK Göteborg: 1986-1987

### Allenatore

#### Competizioni nazionali
- Campionato svedese: 1

Malmö FF: 2010
- Coppa di Danimarca: 1

Copenhagen: 2011-2012